# Serhij Hryn'
Serhij Vitaljovyč Hryn' (in ucraino Сергій Віталійович Гринь?; Volnovakha, 6 giugno 1994) è un calciatore ucraino, centrocampista dell'Epicentr.

## Carriera

### Club
Cresciuto calcisticamente nelle giovanili dello Šachtar, nel luglio del 2014 viene mandato in prestito all'Illičivec', disputando 25 partite condite da 7 reti. Al termine della stagione, in cui l'Illičivec retrocede, ritorna allo Shakhtar, dove viene aggregato alla prima squadra da parte del mister Mircea Lucescu. Tuttavia, trovando poco spazio, nel gennaio del 2016 viene prestato nuovamente all'Illičivec'.

### Nazionale
Ha giocato nelle nazionali giovanili ucraine Under-16, Under-17, Under-19 ed Under-21.

## Palmarès

### Club

#### Competizioni nazionali
- Supercoppa d'Ucraina: 1

Šachtar: 2015
- Perša Liha: 1

Arsenal Kiev: 2017-2018
- 1. Division: 1

Vejle: 2019-2020